# Kanton Lagrasse
Der Kanton Lagrasse war bis 2015 ein französischer Wahlkreis im Département Aude in der Region Languedoc-Roussillon. Er umfasste 18 Gemeinden im Arrondissement Carcassonne; sein Hauptort (frz.: chef-lieu) war Lagrasse. Die landesweiten Änderungen in der Zusammensetzung der Kantone brachten im März 2015 seine Auflösung.
Der Kanton war 255,80 km2 groß und hatte 3218 Einwohner (Stand: 2012).

## Gemeinden
| Gemeinde                | Einwohner (Stand: 2014) | Code postal | Code Insee |
| ----------------------- | ----------------------- | ----------- | ---------- |
| Arquettes-en-Val        | 78                      | 11220       | 11016      |
| Caunettes-en-Val        | 49                      | 11220       | 11083      |
| Fajac-en-Val            | 37                      | 11220       | 11133      |
| Labastide-en-Val        | 96                      | 11220       | 11179      |
| Lagrasse                | 557                     | 11220       | 11185      |
| Mayronnes               | 33                      | 11220       | 11227      |
| Montlaur                | 515                     | 11220       | 11251      |
| Pradelles-en-Val        | 188                     | 11220       | 11298      |
| Ribaute                 | 285                     | 11220       | 11311      |
| Rieux-en-Val            | 88                      | 11220       | 11314      |
| Saint-Martin-des-Puits  | 26                      | 11220       | 11354      |
| Saint-Pierre-des-Champs | 179                     | 11220       | 11363      |
| Serviès-en-Val          | 230                     | 11220       | 11378      |
| Talairan                | 466                     | 11220       | 11386      |
| Taurize                 | 100                     | 11220       | 11387      |
| Tournissan              | 284                     | 11220       | 11392      |
| Villar-en-Val           | 27                      | 11220       | 11414      |
| Villetritouls           | 36                      | 11220       | 11440      |

## Bevölkerungsentwicklung
| 1962 | 1968 | 1975 | 1982 | 1990 | 1999 | 2006 | 2012 |
| ---- | ---- | ---- | ---- | ---- | ---- | ---- | ---- |
| 3411 | 3888 | 3386 | 3144 | 2986 | 2977 | 3039 | 3218 |